# 25102 Zhaoye
25102 Zhaoye este un asteroid din centura principală de asteroizi.

## Descriere
25102 Zhaoye este un asteroid din centura principală de asteroizi. A fost descoperit pe 14 septembrie 1998 la Socorro, New Mexico, în cadrul proiectului LINEAR. Asteroidul prezintă o orbită caracterizată de o semiaxă mare de 2,69 ua, o excentricitate de 0,02 și o înclinație de 2,4° în raport cu ecliptica.